# 1790 Footprints
Les 1790 Footprints sont d'anciennes empreintes de pas visibles dans le comté d'Hawaï, à Hawaï, un État américain de l'océan Pacifique. Laissées en 1790 à proximité du Kīlauea, dans ce qui est aujourd'hui le parc national des volcans d'Hawaï, elles sont inscrites au Registre national des lieux historiques depuis le 7 août 1974.